# Monte Lupara
Monte Alto − szczyt w Górach Sabińskich we Włoszech, w Apeninach Środkowych. Administracyjnie należy do trzech gmin: Greccio, Cottanello (prowincja Rieti) oraz Stroncone (prowincja Terni).